# Zeteumenidion pulchripennis
Zeteumenidion pulchripennis är en stekelart som först beskrevs av Peter Cameron 1910.
Zeteumenidion pulchripennis ingår i släktet Zeteumenidion och familjen Eumenidae. Inga underarter finns listade i Catalogue of Life.